# Cortandone
Cortandone es una comune italiana situada en la provincia de Asti, en Piamonte situado en las colinas de Monferrato. Tiene una población estimada, a fines de noviembre de 2021, de 312 habitantes.

## Geografía
La capital se encuentra en la derecha hidrográfica de la valeta bañada por el río de Monale y el territorio se caracteriza por terrenos de vocación muy diversificada en función de la estructura del terreno, la altura y la exposición. Las partes más bajas están constituidas por yacimientos marinos, mientras que las colinas presentan arcillas fuertes alternadas con arenas.
El municipio se encuentra principalmente en el bosque y está rodeado de campos de maíz.
También son muy populares los avellanos, cultivo típico del lugar. 

## Historia
Cortandone perteneció, en el siglo XII, durante más de cien años a los "Di Cortandone" (señores locales).
Posteriormente el feudo pasó a los Mandra, luego de nuevo a los Pallidi, Palio, Scarampi y Di Macello.
Durante más de un siglo, desde 1654, los Facello y los Pelletto fueron los únicos señores de Cortandone

## Evolución demográfica
| Gráfica de evolución demográfica de Cortandone entre 1861 y 2021 |
|                                                                  |
| Fuente ISTAT - elaboración gráfica de Wikipedia                  |

## Museos y monumentos
- Desde la plaza, tomando la Via della Costa, se llega en breve al Ayuntamiento en el que se encuentra la parroquia de San Antonio abad del siglo XVIII; la iglesia tiene una fachada barroca tardía con ladrillos a la vista. Las decoraciones en el interior se remontan a 1907 y son obra del pintor Giovanni Lamberti mientras que a Luigi Morgari se deben las representaciones de los cuatro evangelistas y de San Antonio que adornan el techo. Desde la explanada de la Iglesia de San Antonio Abad es posible observar los restos de las murallas del antiguo Castillo, minado y gravemente dañado por las tropas francesas en 1705. En la segunda mitad del siglo siguiente, la parte restante fue demolida.
- Recorriendo la calle a la derecha de la parroquia se llega a la pequeña iglesia de San Carlos, lugar de devoción popular ya mencionado en un legado de 1626; en el pasado rodeada de viñas está hoy inmersa en el bosque.
- En la aldea Campìa encontramos la pequeña iglesia de San Grato reconstruida a expensas de los borghigianos en 1863.
- En la aldea Bricco cisero Iglesia en honor de Cristo Salvador, erigida en la segunda mitad del siglo XVIII donde había un antiguo pilón.
- Se señalan, además, un punto panorámico en Fracción Campia, el banco gigante "Serpanca" y el mural realizado en octubre de 2021 por el artista Roberto Collodoro que representa una concha, que une las gentes y las estaciones de la vida, inaugurado el 24 de octubre de 2021, la obra es de tamaño: 9 x 4 metros

## Cocina
La especialidad gastronómica está representada por la Bagna càuda, celebrada por 57 edición, por el proloco del pueblo, durante todos los fines de semana del mes de noviembre. 

## Eventos
En septiembre se celebra en el pueblo la Festa delle Masche, las brujas en idioma piamontés, figuras legendarias de la tradición de Langa y Monferrato. 